# Therese Johansson
Therese Johansson, även känd som Lowood, är en svensk artist. 
Hon albumdebuterade med Close to Violence 2009, som fick ett blandat mottagande.
Under 2009 turnerade hon tillsammans med Kristofer Åström. Hon har även agerat förband åt Titiyo, Tiger Lou och Cult of Luna.

## Diskografi
- 2009 - Close to Violence